# 1,2,3,4-苯四甲酸
1,2,3,4-苯四甲酸是一种羧酸类有机化合物，化学式为C10H6O8。它和一些金属化合物（如氯化钴、硝酸银、乙酸锌等）在水热条件下进行反应，可以生成金属有机框架材料。